# Phytoseius ortegae
Phytoseius ortegae är en spindeldjursart som beskrevs av Guanilo och Moraes 2008. Phytoseius ortegae ingår i släktet Phytoseius och familjen Phytoseiidae. Inga underarter finns listade i Catalogue of Life.